# Irene Wondratsch
Irene Wondratsch (* 1948 in St. Pölten) ist eine österreichische Autorin.

## Leben
Seit ihrer Kindheit lebt Irene Wondratsch in der österreichischen Hauptstadt Wien. Sie studierte Germanistik und Geschichte und ist seitdem im Bildungsbereich der AK Wien beschäftigt. Zudem leitet sie nebenbei einige Schreibwerkstätten. Literarisch tätig ist sie seit 1990, ihr erster Roman erschien 2002 („Paris im Fieber wäre mir lieber“), der Nachfolgeroman 2006 („Ein Haus eine Spur ein Roman“). Darüber hinaus veröffentlichte sie zahlreiche Kurzgeschichten und Erzählungen in Anthologien, Literaturzeitschriften und auch im ORF-Hörfunk. 1997 stand sie in der Endauswahl beim Literaturwettbewerb für Kürzestgeschichten und war damit für den Anton-Kuh-Preis nominiert. 

## Veröffentlichungen (Auswahl)
- Achtung bissige Bytes, Kreatives Schreiben im Unterricht zum Thema Arbeitswelt, Hrsg.: AK Wien und AK Steiermark – Arbeitswelt und Schule, Wien 1999, ISBN 3-7063-0136-9
- Paris im Fieber wäre mir lieber, Edition die Donau hinunter, Wien 2002, ISBN 3-901233-23-7 *Donaugeschichten, Hrsg. Ruth Aspöck, Edition die Donau hinunter, Wien 2002, ISBN 3901233-210
- Flüsse Brücken Ufer, Anthologie, Hrsg. Ruth Aspöck, Edition die Donau hinunter, Wien 2004, ISBN 3-901233-27-X
- Ein Haus eine Spur ein Roman, Edition die Donau hinunter, Wien und St. Peter am Wimberg 2006, ISBN 3-901233-30-X
- Lippenstift & Notfalltropfen. Ein Handtaschenbuch (zusammen mit acht weiteren Autorinnen), Oktober Verlag, Münster 2008, ISBN 978-3-938568-61-3
- Schon wieder einer tot. Kurzkrimis mit Rezepten, Oktober Verlag, Münster 2012, ISBN 978-3-941895-29-4
- Selbstporträt mit kleinen Sonnen, Oktober Verlag, Münster 2018, ISBN 978-3-946938-45-3